# Битка на Овчем Пољу
Битка на Овчем Пољу или Напади Бугара на железничку пругу прије објаве рата 1915.
У 1915. години, све до почетка октобра, било је на фронтовима затишје, изузев мањих чарки. Живот се одвијао у релативном миру и могле су се на неки начин регулисати потребе грађана за коришћењем железнице, па је то и учињено. У међувремену, одвијао се и међународни саобраћај преко Цариброда и Солуна. Нарочито преко Солуна. Овим путем су нам стизале све ратне потребе од наших савезника, највише муниција из Француске. Међутим, пут кроз Македонију био је угрожен упадом комитских чета из Бугарске.
Српској влади у Нишу јављено је 20. марта 1915. године да су 19. марта бугарске комитске чете извршиле напад на железничку пругу код Струмице. Било је комита у униформи у јачини једнога пука, под водством бугарских официра. Било је доста мртвих и рањених на обе стране. Од нападача било је бар 30 мртвих (неки су били покупљени). Српска војска је изгубила 50 војника и радника железнице. Многи су побијени ноћу при препаду. Пет наших чувара на струмичкој станици нађени су упола изгорели. Међу нападачима било је Бугара, Турака и Аустријанаца. Код погинулих нађена су документа аустроугарских војника и разна друга документа. Напад је извршен и на Валандово. Наоружани су били бомбама и муницијом бугарске и турске војске. Из саслушања заробљених нападача утврђено је да је напад организован у Бугарској. Границу је прешло око 3.000 Бугара, Турака и Аустријанаца. При упаду су увек одводили Србе и Турке у великом броју. Овом приликом нису успели пругу да оштете.
Holy 26 — 27. марта 1915. Бугари су поново покушали да прекину пругу експлозијом код моста на км 136,5 — али су и овога пута одбијени. Из борби које су вођене од 19. до 21. марта 1915. Тек 25. марта нађено је 11 лешева наших војника, од којих су три потпуно изгорела. Рањеници су мучени и сечени у комаде.
Бугари су кроз део своје штампе наклоњене влади стално ширили лажну пропаганду о рђавом поступку српских власти у Македонији. Међутим, из Македоније тих дана упућено је много телеграма са изразом негодовања и гнушања због ових напада. И у самој бугарској штампи, која је против владарске династије Кобургових и владиних настојања била наклоњена братству и споразумевању са Србијом, појављивали су се дописи против ових упада Бугара и комита у Македонију, са захтевом да се такви напади не организују.
Све те акције су се десиле још прије напада бугарске војске на Србију. Званична Бугарска је била под владом цара Фердинанда I из немачке породице Сакс-Кобург-Гота.

## Припреме за рат
Бугарска је објавила мобилизацију 22. септембра 1915. године и српска Врховна команда направила нови операциони план. Према том плану одређено је да се држи еластична одбрана на северном и источном фонту. Тако је према Бугарској српска војска била распоређена:
- Тимочка војска, командант генерал Илија Гојковић — држала је фронт од ушћа Тимока до Миџора са 9 батаљона и 88 топова.
- Друга армија, командант војвода Степа Степановић (Тимочка, Моравска, Дунавска дивизија првог позива и Коњичка дивизија са 136 топова)- фронт од Миџор до Дашчаног кладенца
- Власински одред, командант пуковник Милован Плазина — држао је фронт од Дашчаног кладенца до Патарица са 10 батаљона и 14 топова
- Трупе нове области, командант генерал Дамјан Поповић (Вардарска и Брегалничка дивизија) — фронт од Патарице до Дојрана и три мања одреда према Албанија са укупно 78 топова

## Бугарска офанзива
Бугарска војска у ноћи између 13. и 14. октобра креће у напад без објаве рата. Бугарска Друга армија је продрла у Јужну Србију (Македонија). Брегалничка дивизија првог позива није могла да заустави далеко јачу бугарску Другу армију и до 20. октобра бугарска Друга армија стигла је до Куманова и Велеса. Скопље је пало у руке бугарске војске 23. октобра 1915. године. Док је уз помоћ побуњених Албанаца који су ударили у позадину српске војске, бугарска војска заузела Качаничку клисуру, 26. октобра 1915. године. Посебне тешкоће наступиле су када Брегалничка дивизија I позива није успела да заустави наступање бугарских снага, након чега је Србији одсечена веза са Егејским морем.
- 16. октобра 1915. — заузето Врање
- 19. октобра 1915. — Бугарске трупе су избиле на Вардар
- 20. октобра 1915. — заузето Куманово
- 22. октобра 1915. — заузето Скопље
- 26. октобра 1915. — заузета стратешки важна Качаничка клисура
- 16. новембра — 21. новембра 1915. — пораз Француских јединица под командом генерала Мориса Сараја (три Француске и једне Британске дивизије укопане око Черна код Дојранског језера) од стране Бугарске II армије, код Криволака, у склопу офанзиве Овче поље.[4] Са падом Приштине Генерал Сарај схватио је да савезници не могу да помогну Србе и одлучио да почне повлачење ка Солуну.

## Последице
Због оваквог развоја догађаја српска војска је морала да се повлачи преко тешких терена Црне Горе и Албаније.